# Ministerul apărării cezaro-crăiesc
Ministerul apărării cezaro-crăiesc (în germană k.k. Ministerium für Landesverteidigung, colocvial Landwehrministerium) cu sediul în Viena era unul dintre cele trei ministere ale forțelor armate ale Dublei Monarhii, care, în vremuri de pace, erau oficial independente unul de altul. Celelalte două ministere erau: 
- Ministerul de război imperial și regal cu sediul la Viena — responsabil pentru Armata comună și pentru Marina de război
- Ministerul regal maghiar al apărării cu sediul la Budapesta — responsabil pentru Forțele de apărare regale maghiare și pentru componenta lor croato-slavonă.

Ministerul apărării cezaro-crăiesc a existat din 1868 până în 11 noiembrie 1918. El era responsabil pentru finanțarea, organizarea și administrarea Forțelor de apărare cezaro-crăiești (în germană: k.k. Landwehr) fondate, pe lângă Armata comună, în 1868 în jumătatea cisleithanică a monarhiei austro-ungare. La propunerea Ministerului apărării cezaro-crăiesc, baza legală a acestei organizări, în special bugetul și legea apărării, a fost hotărâtă de Consiliul Imperial și aprobată de Împărat.